# Питти, Лука
Лука Питти (итал. Luca Pitti; 1398, Флоренция — 1472, Флоренция) — богатый флорентийский банкир, живший во времена правления Козимо Медичи. За заслуги перед государством Лука Питти был произведен в рыцари, а также получал щедрые подарки от Синьории и Медичи в качестве награды за помощь правительству в последние годы правления Козимо Медичи, когда тот был слишком стар и слаб, чтобы удержать власть в одиночку. Он начал строительство фамильного дворца, но в 1549 году тот был продан семье Медичи.

## Биография
Лука Питти обладал большим влиянием и властью и был главным соперником Козимо Медичи. В августе 1458 года с помощью своих сторонников он устроил заговор против Медичи, и добился избрания нового правительства. А сам стал гонфалоньером справедливости. Идеи восстановления демократии, которыми прикрывался Лука, заставили Козимо на некоторое время восстановить выборы по жребию. В результате заговора многие влиятельные флорентийцы были изгнаны, и многие другие были отстранены от власти.
В тот момент у Луки появился новый соперник — Джироламо Макиавелли, один из изгнанных. Тот отправился в соседние с Флоренцией княжества и принялся подстёгивать недовольных против нового правительства. Однако через некоторое время он был объявлен мятежником, предан и возвращён во Флоренцию, где таинственно умер в темнице.

Затем Питти был жалован дворянством и стал ещё богаче; Никколо Макиавелли в своём труде «История Флоренции» утверждает, что Лука получил сумму не менее чем в 20 тысяч дукатов. Таким образом, влияние и благосостояние Питти существенно увеличилось. 
«Влияние Луки Питти настолько возросло, что теперь правил государством уже не Козимо, а он(...)
Тогда, чтобы превзойти ненавистных Медичи и ещё больше прославиться, он начал постройку великолепного дворца Питти, который стал самым большим зданием во Флоренции, когда-либо воздвигнутым частным лицом. Также он начал строительство красивой виллы в Ручано. Питти хотел, чтобы его дворец превзошёл дворец Медичи и по размерам, и по красоте. Придание гласит, что для его строительства Лука решил задействовать лучших архитекторов своего времени, которым он поручил сделать окна такого же размера, как двери у Медичи, а также построить внутренний дворик, который мог бы вместить в себе весь дворец Медичи на улице Виа Ларга. Предположение, что дизайн дворца был выполнен Филиппо Брунеллески, скорее всего неверно, так как на момент строительства он был уже 20 лет как мёртв. Действительный архитектор, по многим предположениям Лука Франчелли, в то время не был так известен, и новый дворец, хотя и внушал трепет, всё же не мог равняться с величественными резиденциями Медичи. Макиавелли также утверждает, что все изгнанные из Флоренции, к тому же и преступники, подлежащие преследованию, находили убежище во дворце, если могли быть полезны строительству. К тому же Макиавелли намекает на то, что в дальнейшем Питти также обогатился за счёт взяток и подарков в обмен на услуги. Эти обвинения могут быть и ложными и правдивыми; следует помнить, что Макиавелли, кроме того, что враждовал с Медичи, был ещё и родственником заклятого врага Питти Джироламо Макиавелли, который был скорее всего убит по приказу правительства, которое фактически контролировалось Лукой.

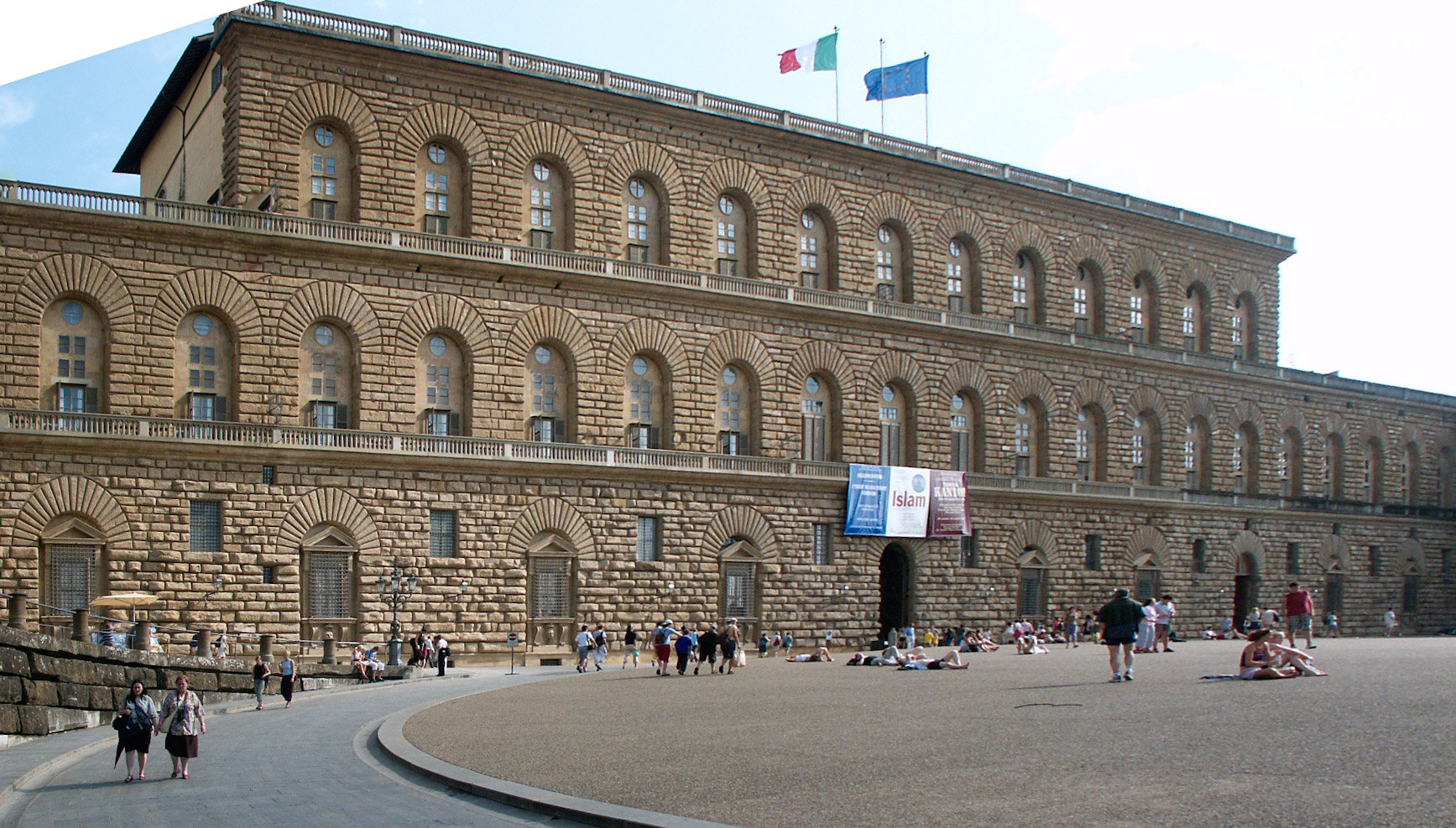
Палаццо Питти

Существует теория, что Питти желал стать первым гражданином Флоренции и сделаться диктатором, но историческая наука и его действия не подтверждают её. После смерти Козимо Медичи в 1464 году, хотя он и был приверженцем возвращения к строгой и сильной форме республиканской власти, Питти поддерживал сына Козимо Пьеро ди Козимо Медичи, правившего республикой с момента смерти отца по 1469 год.
В 1471 году он участвовал в Совете Двадцати, собранном по поводу войны с Вольтеррой.
Процветание Питти начало гаснуть после смерти его покровителя Козимо Медичи. У него уже не хватало средств на завершение строительства дворца, так что в 1465 году работы были остановлены. Лука умер в 1472 году, так что он так и не увидел свой дворец во всей красе. Семейство Питти смогло пережить потрясения после свержения Медичи в 1494 году и становления тирании Джироламо Савонаролы. Сохраняя некоторую ограниченную власть и влияние, семья продолжила жить во дворце до 1549 года, когда обедневший потомок Луки Буонаккорсо Питти был вынужден продать дворец Элеоноре Толедской, жене великого герцога Тосканского Козимо I Медичи, который восстановил власть Медичи во Флоренции в 1537 году.